# Порог (Кадуйский район)
Порог — деревня в Кадуйском районе Вологодской области.
Входит в состав сельского поселения Семизерье (до 2015 года входила в Барановское сельское поселение), с точки зрения административно-территориального деления — в Барановский сельсовет.
Расположена на левом берегу реки Суда. Расстояние по автодороге до районного центра Кадуя — 80 км, до центра сельсовета деревни Барановская — 8 км. Ближайшие населённые пункты — Бережок, Сосновка, Шигодские.
По переписи 2002 года население — 21 человек (9 мужчин, 12 женщин). Всё население — русские.